# Fiordo de Drygalski
El fiordo Drygalski (del inglés: Drygalski Fjord) es una bahía ubicada en el sur de la isla San Pedro de 1 milla (2 km) de ancho que se adentra, en dirección noreste, en la isla hasta 7 millas (11 km). La entrada del fiordo está dada por el estrecho Larsen, en cuyo extremo sur se encuentra la roca Nattriss. 
Este fiordo fue mapeado por la Segunda Expedición Antártica Alemana de 1911-1912, comandada por Wilhelm Filchner, y nombrado en honor al Profesor Erich von Drygalski, el líder de la Primera Expedición Antártica Alemana, 1901-1903.
Según Leonard Harrison Matthews, el fiorjo Drygalski podría haber sido el lugar en el que Anthony de la Roché pasó dos semanas durante su estancia en la isla en abril de 1675.

## Galería

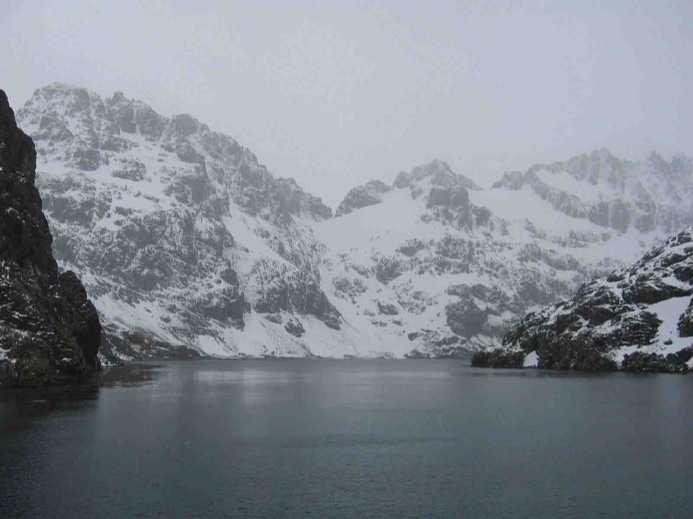